# Lars Falinski
Lars Falinski (* 4. Oktober 1983), auch unter dem Namen Lars Waltl bekannt, ist ein deutscher Synchronsprecher, Off-Sprecher, Dialogbuchautor und Synchronregisseur.

## Leben und Karriere
Falinski ist der Mitgründer der Synchronfirma Kölnsynchron, die in Köln ansässig ist. Er leitet diese gemeinsam mit seinem Sprecherkollegen Daniel Käser. Verantwortlich sind sie unter anderem für die deutschen Synchronfassungen von Serien wie Jormungand, DanMachi: Is It Wrong to Try to Pick Up Girls in a Dungeon?, Overlord oder Higurashi no Naku Koro ni. 
Falinski war verantwortlich für das Dialogbuch und die Dialogregie bei dem im Jahr 2023 veröffentlichten Horrorfilm Hellraiser – Das Schloss zur Hölle, welcher ein Remake von Clive Barkers im Jahr 1987 erschienenem Film Hellraiser – Das Tor zur Hölle ist.
Falinski ist auch regelmäßig in Computerspielen zu hören, unter anderem in Detroit: Become Human und Desperados III. Eine seiner bekanntesten Rollen ist die des Miles Morales in den von Insomniac Games entwickelten Spider-Man-Spielen seit 2018 und dem gleichnamigen Spin-Off aus dem Jahr 2020.
Lars Falinski ist verheiratet und lebt mit seiner Familie in Köln.

## Synchronarbeiten (Auswahl)

### Filme
- 2006: Für Takahiro Sakurai in Harukanaru Toki no Naka de als Suefumi Oono
- 2018: Für Evan Marsh in Our House als Owen

### Serien
- 2012–2014: Für Hirofumi Nojima in Magi: The Labyrinth of Magic als Sabhmad Saluja
- 2012: Für Nobunaga Shimazaki in Tari Tari als Taichi Tanaka
- 2019: Für Yuuji Murai in Boogiepop and Others als Kentarou Habara (Folgen 14–18)

## Videospiele (Auswahl)
- 2016: als junger Samuel „Sam“ Drake in Uncharted 4: A Thief’s End[3]
- 2018: als Adam Chapman in Detroit: Become Human
- 2018: als Miles Morales in Marvel’s Spider-Man
- 2020: als junger John Cooper in Desperados III
- 2020: als Miles Morales / Spider-Man in Marvel’s Spider-Man: Miles Morales
- 2023: als Miles Morales / Spider-Man in Marvel’s Spider-Man 2